# Kanton Salviac
Der Kanton Salviac war bis 2015 ein französischer Wahlkreis im Arrondissement Gourdon, im Département Lot und in der Region Midi-Pyrénées; sein Hauptort war Salviac.
Der Kanton Salviac war 115,14 km² groß und hatte 2713 Einwohner (Stand: 2012).
Der Kanton umfasste Wahlberechtigte aus sechs Gemeinden:
| Gemeinde      | Einwohner Jahr | Fläche km² | Bevölkerungsdichte | Code INSEE | Postleitzahl |
| ------------- | -------------- | ---------- | ------------------ | ---------- | ------------ |
| Dégagnac      | 625 (2013)     | –          | – Einw./km²        | 46087      | 46340        |
| Lavercantière | 235 (2013)     | –          | – Einw./km²        | 46164      | 46340        |
| Léobard       | 220 (2013)     | –          | – Einw./km²        | 46169      | 46300        |
| Rampoux       | 98 (2013)      | –          | – Einw./km²        | 46234      | 46340        |
| Salviac       | 1204 (2013)    | –          | – Einw./km²        | 46297      | 46340        |
| Thédirac      | 317 (2013)     | –          | – Einw./km²        | 46316      | 46150        |